# Sumvitg
Sumvitg (německy a do roku 1985 oficiálně Somvix) je obec ve švýcarském kantonu Graubünden, okresu Surselva. Nachází se v údolí Předního Rýna, asi 47 kilometrů jihozápadně od kantonálního hlavního města Churu, v nadmořské výšce 1 056 metrů. Má přibližně 1 100 obyvatel.

## Historie

Sumvitg na leteckém snímku (1957)

Sumvitg, zmiňovaný v listině z roku 1175 jako summovico („nejvyšší vesnice“), byl součástí klášterního státu Cadi se sídlem v Disentisu, a patřil tak k Šedé konfederaci v rámci Tří konfederací. Již 9. století obdělávali mniši z Disentisu pozemky v údolí Val Sumvitg.
Ve 13. století je doložena rytířská dynastie Somvixů. V roce 1511 si právo na kostel koupili také tzv. „vnější svobodníci“ z Laaxu. Kolatura farního kostela svatého Jana Křtitele (připomínaného v roce 1175) patřila klášteru Disentis, v roce 1491 byl kostel začleněn do opatství. V letech 1656–1686 se světští kněží a klášter přeli o postoupení jurisdikce opatství. V letech 1748–1767 došlo k obnovení nepokojů po propuštění kapucínů (1687–1748). Surrein nepatřil k farnosti Sumvitg od roku 1786, Rabius od roku 1901.
V červenci 2000 nalezl hledač zlata ve Val Sumvitg zlato o celkové hmotnosti 1,4 kilogramu. Kus zlata o hmotnosti 400 gramů je nyní vystaven v muzeu přírody v Churu.
Zřícenina hradu Tuor, rodového hradu stejnojmenného rodu Sumvitgů, bývalých služebníků kláštera Disentis.
Na okraji obce, směrem na Trun, se nachází zříceniny hradů Cartatscha, Friberg a Ringgenberg (Zignau).

## Geografie

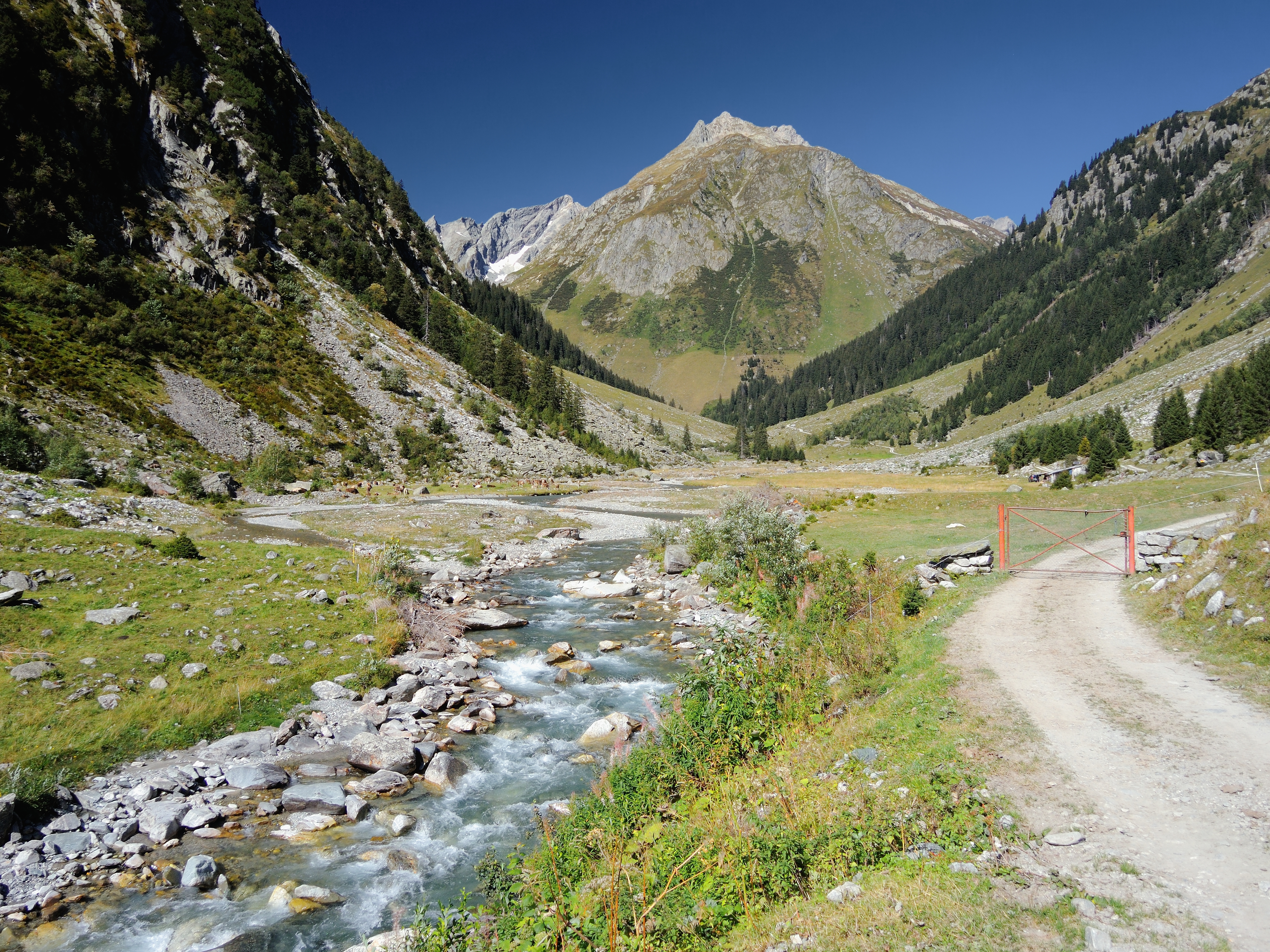
Údolí Val Russein

Rozsáhlá obec leží v oblasti Surselva, napříč údolím Předního Rýna, jako klín táhnoucí se od severu k jihu. Na severu obec hraničí s kantonem Glarus – nejvyšším bodem je Tödi (rétorománsky Piz Russein, 3614 m) – a na jihu území téměř zasahuje do kantonu Ticino. Na severním svahu vysoko nad údolím Předního Rýna se nachází malé jezero Lag da Laus. Naproti ve vysokých horách se nachází skupina jezer Lag Serein a v údolí Val Russein u Barcuns na severozápadní hranici obce se nachází nádrž pro vodní elektrárnu Russein. Malá nádrž má být v blízké budoucnosti rozšířena zvýšením stěny. V údolí Val Sumvitg u osady Runcahez se nachází vyrovnávací nádrž elektráren Vorderrhein, a to na tzv. Sumvitgském Rýnu (Rein da Sumvitg).
K obci patří rozsáhlá hornatá oblast. Kromě Tödi na severu stojí za zmínku Piz Muraun (2 898 m) na západě, Piz Vial (3 168 m) na jihu a Piz Tgietschen (2 858 m) na východní hranici obce. Část přírodního parku Greina, která je chráněna, patří také k Sumvitgu.
Z celkové rozlohy obce téměř 102 km² je 4797 ha (47 %) hornatých a dalších 2731 ha (27 %) pokrývají lesy a lesní porosty. Z 2526 ha, které lze využívat k zemědělským účelům, tvoří 1956 ha alpské salaše a vysokohorské pastviny. Zbývajících 129 ha tvoří zastavěná plocha.
Sousedními obcemi jsou Disentis/Mustér, Glarus Süd v kantonu Glarus, Trun, Obersaxen Mundaun, Lumnezia a Medel (Lucmagn).

## Obyvatelstvo

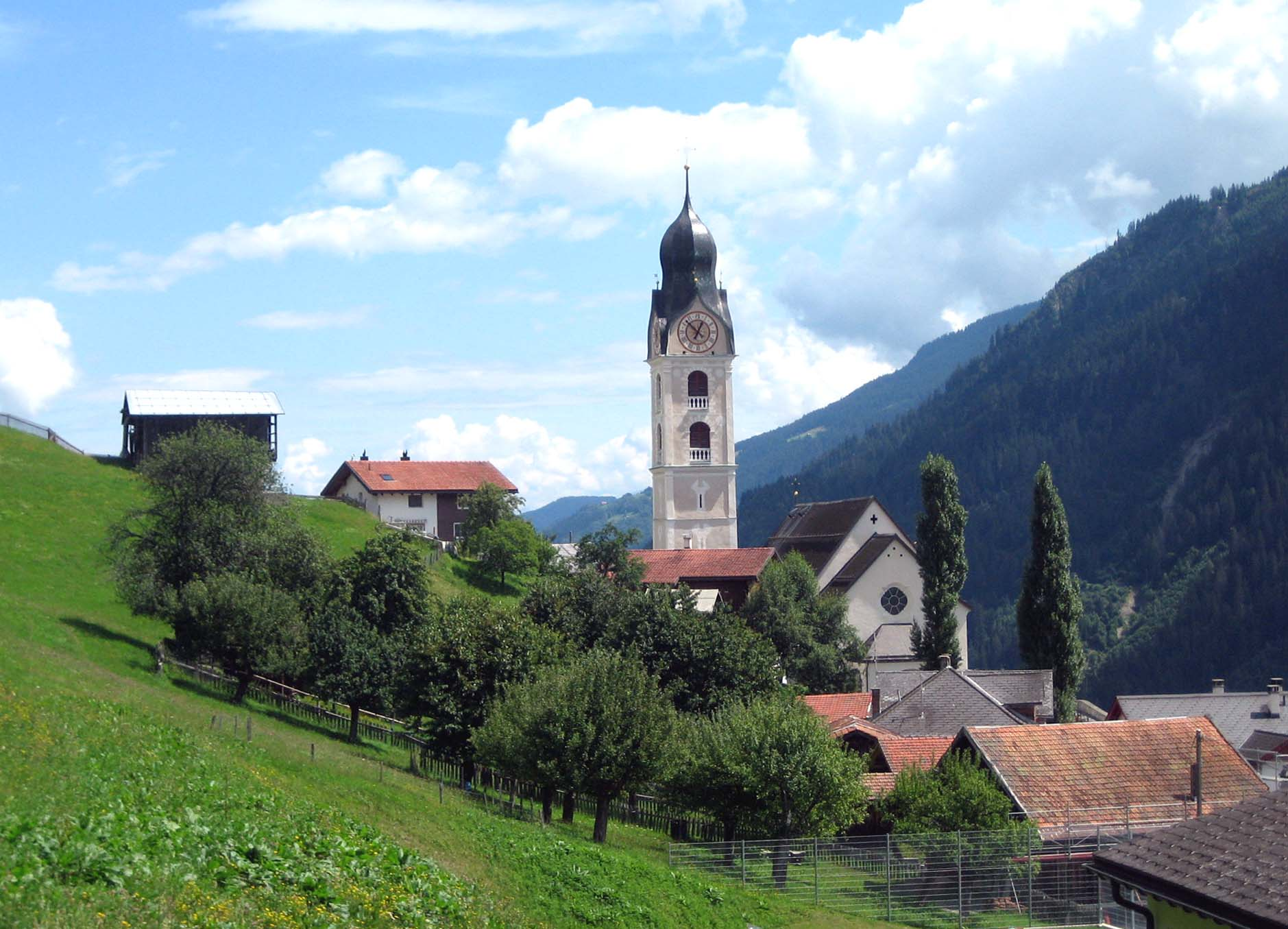
Kostel v Sumvitg

| Rok            | 1850 | 1900 | 1950 | 1960 | 2000 | 2004 | 2010 | 2012 | 2014 | 2020 |
| Počet obyvatel | 1353 | 1205 | 1674 | 2004 | 1313 | 1383 | 1281 | 1247 | 1240 | 1104 |

Sumvitg je jednou z obcí, která si stále zachovala tradiční jazyk, rétorománštinu. Při sčítání lidu v roce 2000 byla hlavním jazykem: přihlásilo se k ní 88 % místních obyvatel, zatímco k němčině jen 10 %. Úředním a školním vyučovacím jazykem je rétorománský dialekt Sursilvan.

## Doprava

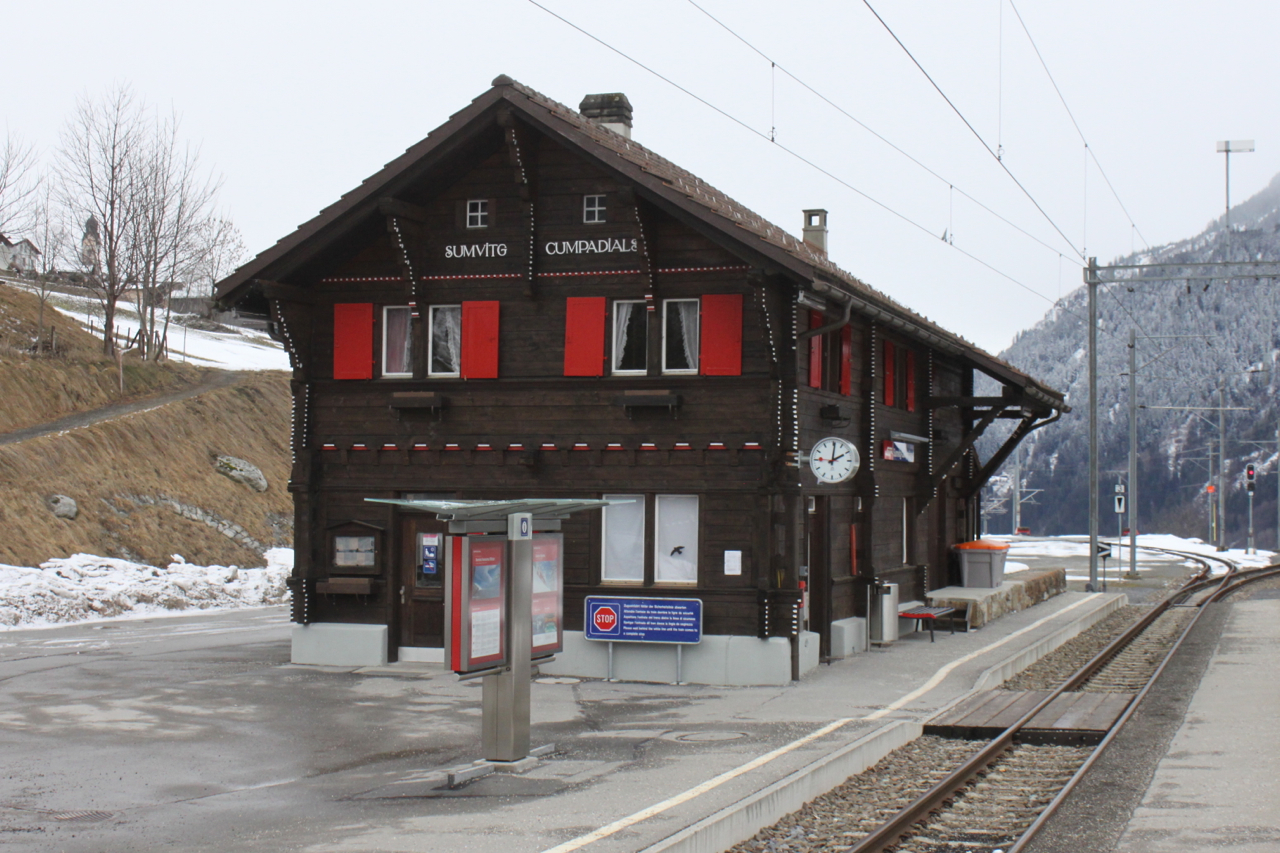
Železniční stanice Sumvitg-Cumpadials

Obcí prochází Surselvská trať, provozovaná Rhétskou dráhou. V obci se nacházejí dvě stanice, a to Rabius-Surrein a Sumvitg-Cumpadials. V létě provozuje obec minibus do Val Sumvitg.
Silniční spojení zajišťuje hlavní silnice č. 19 (Tamins – Disentis – Andermatt), vedoucí přímo centrem obce. Nejbližší dálniční spojení je na dálnici A13 v Reichenau.